# أنخيل توريس (مؤرخ)
أنخيل توريس هو مؤرخ كوبي، ولد في 1928، وتوفي في 9 ديسمبر 2010.